# یواس‌اس ال‌اس‌تی-۲۳۰
یواس‌اس ال‌اس‌تی-۲۳۰ (به انگلیسی: USS LST-230) یک کشتی بود که طول آن ۳۲۸ فوت (۱۰۰ متر) بود. این کشتی در سال ۱۹۴۳ ساخته شد.